# Ashley Holzer
Ashley Holzer (nacida Ashley Nicoll, Toronto, 10 de octubre de 1963) es una jinete canadiense que compitió en la modalidad de doma.
Participó en cuatro Juegos Olímpicos de Verano, entre los años 1988 y 2012, obteniendo una medalla de bronce en Seúl 1988, en la prueba por equipos (junto con Cynthia Ishoy, Eva-Maria Pracht y Gina Smith), y el octavo lugar en Pekín 2008, en la misma prueba.
Ganó tres medallas en los Juegos Panamericanos, en los años 1991 y 2003.

## Palmarés internacional
| Juegos Olímpicos     | Juegos Olímpicos                | Juegos Olímpicos  | Juegos Olímpicos |
| Año                  | Lugar                           | Medalla           | Categoría        |
| -------------------- | ------------------------------- | ----------------- | ---------------- |
| 1988                 | Seúl (Corea del Sur)            | Medalla de bronce | Por equipos      |
| Juegos Panamericanos |                                 |                   |                  |
| Año                  | Lugar                           | Medalla           | Categoría        |
| 1991                 | La Habana (Cuba)                | Medalla de oro    | Por equipos      |
| 1991                 | La Habana (Cuba)                | Medalla de plata  | Individual       |
| 2003                 | Santo Domingo (Rep. Dominicana) | Medalla de plata  | Por equipos      |